# David Sinzheim

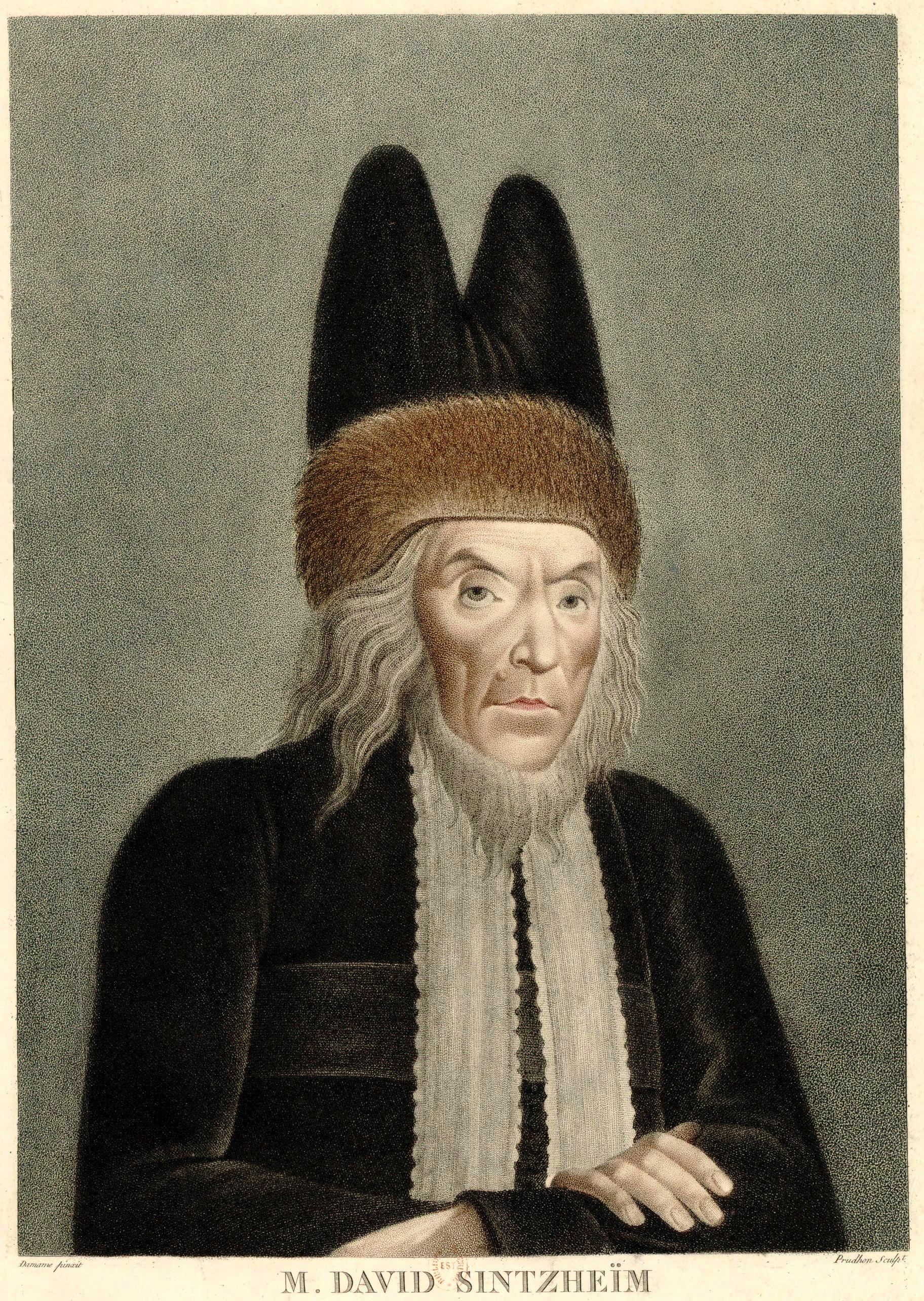
David Sintzheim, Vorsitzender des Napoleonischen Sanhedrin

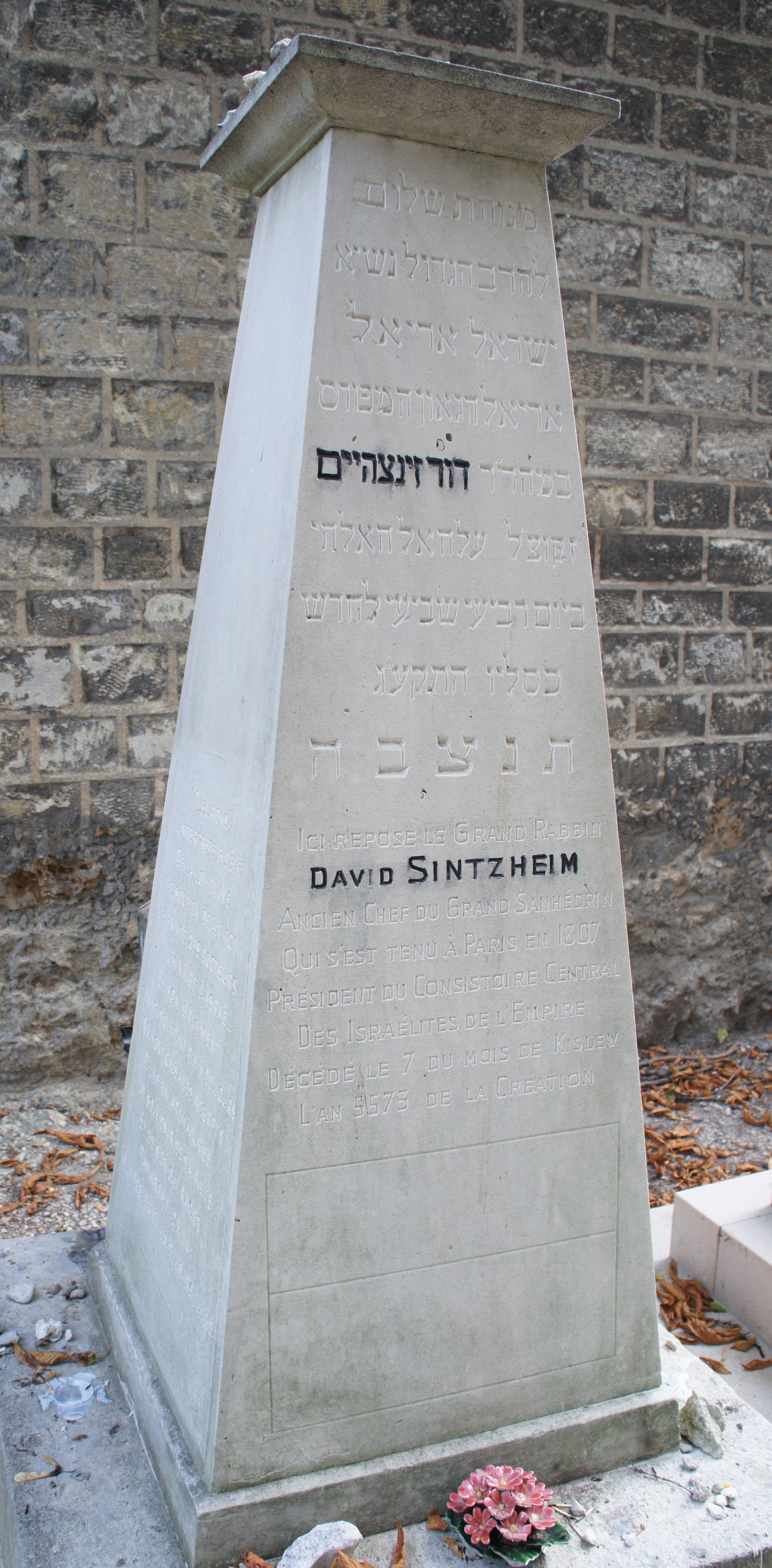
Das Grabdenkmal des David Sintzheim auf dem Friedhof Père Lachaise.

David Josef Sinzheim (auch: Sintzheim) (* 16. November 1745 in Trier; gestorben am 11. Februar 1812 in Paris) war der erste Rabbiner in Straßburg und 1807 Vorsitzender des  Napoleonischen Sanhedrin (Consistoire central israélite).
Sinzheim, Sohn des Rabbiners Isaac Sinzheim von Trier und Schwager von Herz Cerfbeer von Medelsheim, war Mitglied der am 30. Mai 1806 von Napoleon einberufenen Notabelnversammlung. Seine am 15. August 1806 zu Napoleons Geburtstag in der Pariser Synagoge auf Deutsch gehaltene Predigt trug maßgeblich zur positiven Meinung Napoleons über die Juden bei. Bei diesem Anlass erhielt Sinzheim von Napoleon das Versprechen, niemals die Rechte der Juden als französische Staatsbürger zu beschneiden.
Am 9. Februar 1807, vier Tage nach Auflösung der Notabelnversammlung, versammelte sich der Napoleonische Sanhedrin. Vorsitzender war, durch den französischen Innenminister berufen, Sinzheim. Von 1808 bis 1812 war er zudem Großrabbiner für den Bezirk des Israelitischen Konsistoriums Straßburg.
Sinzheim wird als führender französischer Talmudist seiner Zeit gesehen. Er war der Autor des erst kürzlich durch Machon Yerushalayim vollständig gedruckten Yad Dawid (1799).